# Philipp Wilhelm Wirtgen
Philipp Wilhelm Wirtgen (Neuwied, 4 dicembre 1806 – Coblenza, 7 settembre 1870) è stato un botanico tedesco.

## Biografia
Fu insegnante a Remagen, Winningen e nel 1831 a Coblenza. Con il botanico Theodor F. L. Nees von Esenbeck (1787-1837), fu cofondatore del Botanischer Verein am Mittel- und Niederrhein (Associazione botanica del Basso e Basso Reno).
Wirtgen si specializzò nello studio della flora della Renania, lavorando intensamente in, tassonomia e floristica e nel campo della botanica. Oltre alle sue abbondanti pubblicazioni, nel 1857 pubblicò un'opera sulla flora della provincia della Renania: Flora der preußischen Rheinprovinz und der zunächst angränzenden Gegenden e il trattato Neuwied und seine Umgebung (Neuwied e il suo ambiente).